# پ. ژیرو
پ. جیرود (انگلیسی: P. Girod) تنیس‌باز اهل فرانسه بود که در سال ۱۹۰۱ برنده مسابقات رولاند گاروس شد. وی در بازی‌های المپیک تابستانی ۱۹۰۰ به خاطر بازی کردن تنیس با دستکش شناخته شده بود.